# Halichoeres salmofasciatus
Halichoeres salmofasciatus là một loài cá biển thuộc chi Halichoeres trong họ Cá bàng chài. Loài này được mô tả lần đầu tiên vào năm 2002.

## Từ nguyên
Từ định danh salmofasciatus được ghép bởi hai âm tiết trong tiếng Latinh: salmo ("cá hồi") và fasciatus ("có sọc"), hàm ý đề cập đến các sọc màu đỏ hồng như thịt cá hồi ở thân trên của cá cái.

## Phạm vi phân bố và môi trường sống
H. salmofasciatus là loài đặc hữu của khu vực Đông Thái Bình Dương, và hiện chỉ được tìm thấy tại đảo Cocos (Costa Rica). H. salmofasciatus sống trên nền cát và đá vụn gần các rạn san hô ở độ sâu khoảng 5–35 m.

## Bị đe dọa
Hiện tượng El Niño và dao động phương Nam ngày càng tăng ở Đông Thái Bình Dương đã dẫn đến tình trạng nước quá ấm và nghèo dinh dưỡng trong thời gian dài, ảnh hưởng đến rất nhiều loài sinh vật sống ở vùng nước nông, đặc biệt ở các hòn đảo ngoài khơi. Bên cạnh đó, H. salmofasciatus chỉ được biết đến duy nhất tại một vị trí là đảo Cocos nên được xếp vào Loài sắp nguy cấp.

## Mô tả
H. salmofasciatus có chiều dài cơ thể lớn nhất được ghi nhận là 12 cm. Cá cái có màu đỏ hồng ở nửa thân trên và trắng ở nửa dưới. Thân trên có thể có các vạch dọc màu trắng. Có hai đốm đen nổi bật ở nắp mang và gốc vây đuôi. Cá con có kiểu hình tương tự cá cái nhưng có thêm một đốm đen lớn giữa vây lưng. Cá đực màu nâu nhạt hoặc màu ô liu, một sọc sẫm hơn băng ngang cơ thể. Đốm đen trên nắp mang. Mống mắt ửng đỏ. Vây đuôi đen sẫm ở rìa ngoài.
Số gai ở vây lưng: 9; Số tia vây ở vây lưng: 12; Số gai ở vây hậu môn: 3; Số tia vây ở vây hậu môn: 12; Số tia vây ở vây ngực: 14; Số gai ở vây bụng: 1; Số tia vây ở vây bụng: 5; Số vảy đường bên: 27.

## Sinh thái học
Cá cái và cá con có thể sống thành một nhóm nhỏ.